# Procaccini (famiglia)
I Procaccini furono una famiglia di pittori bolognesi attivi soprattutto in Lombardia tra XVI e XVII secolo.
- il capostipite è Ercole Procaccini il Vecchio (Bologna 1515 - Milano 1595), manierista;
- Camillo Procaccini (Bologna 1551 ca. - Milano 1629), influenzato da Correggio e Barocci;
- Carlo Antonio Procaccini (Bologna 1555 - Milano 1605 ca.), pittore di fiori e paesaggi;
- Giulio Cesare Procaccini (Bologna 1574 ca. - Milano 1625);
- Ercole Procaccini il Giovane (Milano, 1605 – 1680).